# 남해소방서
남해소방서(南海消防署, Namhae Fire Station)는 경상남도 남해군을 관할하는 경상남도 소방본부 산하의 소방서이다.
소방서장은 소방정으로 보한다.

## 조직
| - 소방행정과 - 소방행정팀 - 예산장비팀 | - 예방대응과 - 예방지도팀 - 구조구급팀 - 대응조사팀 |

## 관할센터 및 관할구역
남해소방서는 3개의 119안전센터와 1개의 구조대를 산하에 두고 있다.
| 명칭                 | 사진 | 주소                 | 관할구역                           | 지역대        |
| -------------------- | ---- | -------------------- | ---------------------------------- | ------------- |
| 남해119안전센터      |      | 남해읍 스포츠로 81   | 남해읍, 서면, 남면, 고현면, 설천면 |               |
| 삼동119안전센터      |      | 삼동면 동부대로 1795 | 삼동면, 창선면, 이동면             |               |
| 미조119안전센터      |      | 미조면 동부대로 25   | 미조면, 상주면                     | 상주119지역대 |
| 남해소방서 119구조대 |      | 남해읍 스포츠로 81   | 경상남도 남해군 일원               |               |

## 같이 보기
- 대한민국 소방청
- 대한민국의 소방
- 대한민국 소방공무원